# Horace Rumbold
Sir Horace George Montagu Rumbold, IX baronetto (5 febbraio 1869 – 24 maggio 1941), è stato un diplomatico inglese.

## Biografia
Era il figlio di Horace Rumbold, e di sua moglie, Caroline Barney Harrington, e fu educato a Eton.

## Carriera
Rumbold era un addetto all'ambasciata a L'Aia (1889-1890) e poi a Il Cairo, Teheran, Vienna e a Monaco di Baviera (1900-1913). Fu poi trasferito a Tokyo (1909-1913) e di Berlino (1913-1914). Nel 1916 è stato nominato ambasciatore a Berna. Dopo la prima guerra mondiale è stato nominato ambasciatore in Polonia nel 1919. L'anno successivo divenne l'Alto Commissario a Costantinopoli, durante la quale ha firmato il Trattato di Losanna, a nome della l'impero britannico. Fu allora ambasciatore a Madrid.
Nel 1928 venne nominato ambasciatore a Berlino. Tuttavia, una volta che Hitler salì al potere nel 1933, Rumbold era profondamente turbato dal regime nazista. Il 26 aprile 1933 Rumbold inviò al Foreign Office britannico un suo dispaccio di commiato, in cui diede una visione nuda e cruda di Hitler, dei nazisti e delle loro ambizioni.

## Matrimonio
Sposò, il 18 luglio 1905, Etheldred Constantia Fane (?-23 ottobre 1964), figlia di Sir Edmund Fane e di Constantia Wood. Ebbero tre figli:
- Constantia Dorothy Rumbold (?-4 gennaio 2001), sposò Hugh Farmar, ebbero un figlio;
- Anthony Rumbold (7 marzo 1911-4 dicembre 1983);
- Bridget Margherita Rumbold (27 settembre 1914-19 luglio 1918).

## Morte
Rumbold si ritirò a causa della sua età, nel giugno 1933. Morì il 24 maggio 1941, all'età di 72 anni.